# رافينيل
رافينيل (Ravenel) بلدية تقع في إقليم الواز (Oise) في شمال فرنسا .
وهي قرية صغيرة يبلغ عدد سكانها 1018 نسمة (1999).

## أعلام
- جوزيه برويسارت